# CRAF

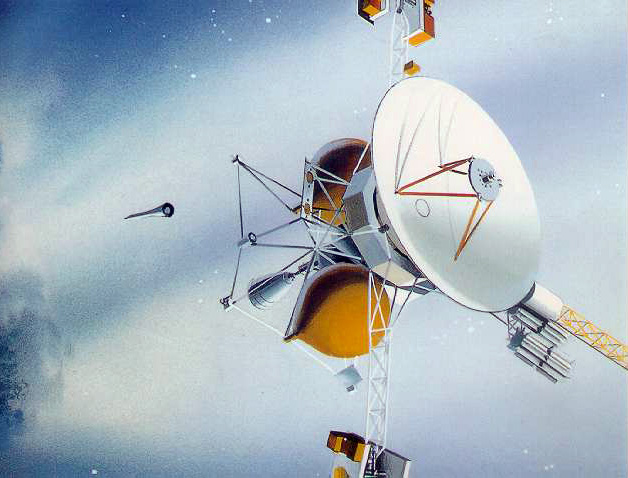
Conceptual artwork of the CRAF spacecraft

Il Comet Rendezvous Asteroid Flyby (CRAF) è stato un progetto NASA, poi cancellato, che ha permesso lo sviluppo di diverse missioni di esplorazione spaziale progettate dal Jet Propulsion Laboratory fra la fine degli anni '80 ed inizi anni '90. Grazie agli studi del progetto fu possibile progettare l'invio di mezzi spaziali verso asteroidi e comete e di volarvi accanto per oltre tre anni. Il progetto fu cancellato a causa dei costi che superarono il budget assegnato. I fondi rimasti furono diretti verso il progetto della sonda gemella, Cassini–Huygens, destinata verso Saturno, permettendo quindi al progetto di sopravvivere ai tagli del Congresso americano. Molti degli obiettivi del progetto CRAF furono raggiunti più tardi dalla sonde Stardust, Deep Impact ed infine dalla missione Rosetta dell'ESA.